# Partij (product)

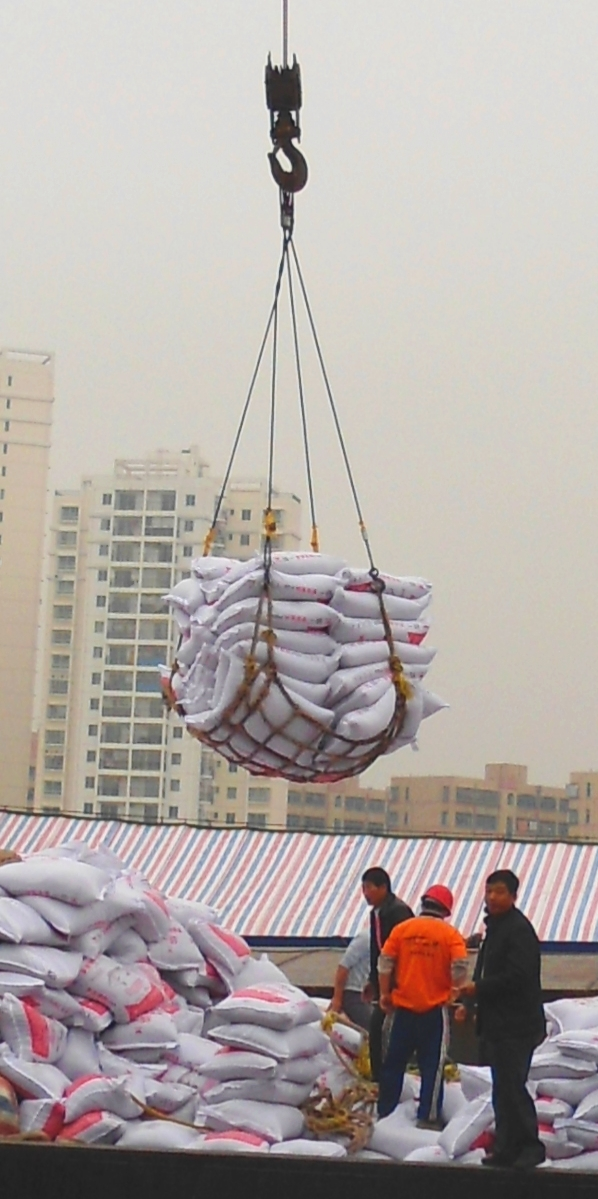
Lossen van een partij zakken in de haven

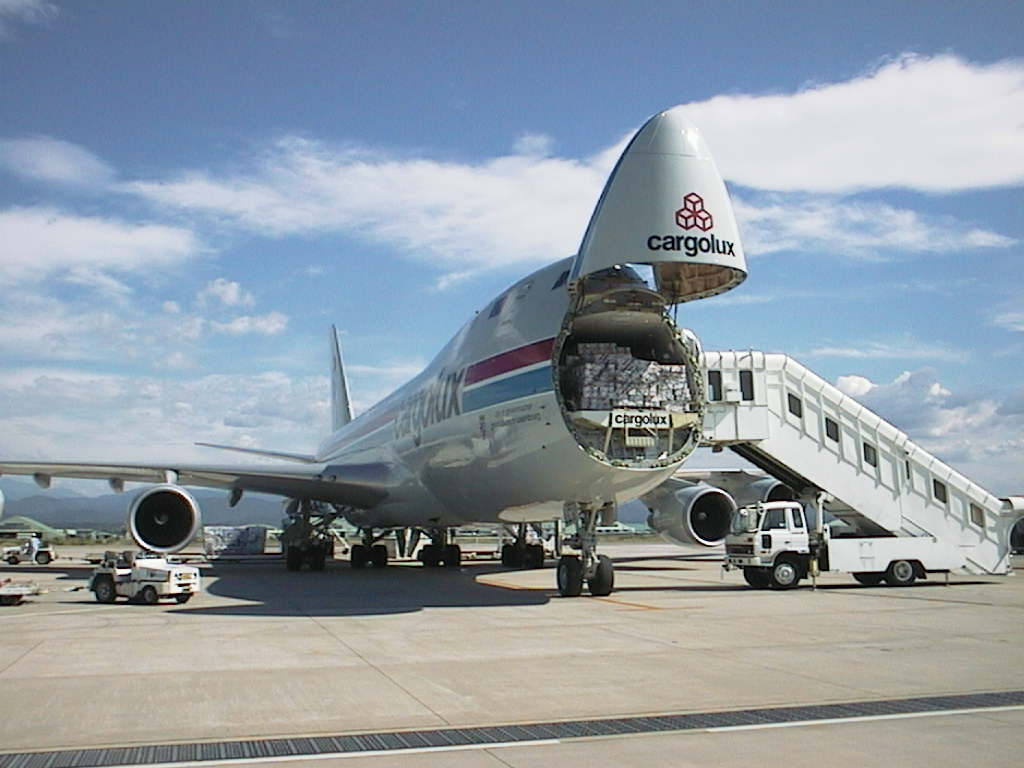
Een vliegtuig van Cargolux volgeladen met een partij goederen

Een partij (parcel) is een individuele lading die vervoerd wordt. Dit komt voor in alle soorten en maten. Het kan variëren van een partij van 4 miljoen vaten aardolie, 100 dozen wijn tot een postpakket.

## Partijgroottes
Elk product heeft andere partijgroottes, waarbij het vervoer zo economisch mogelijk is. Dit wordt uitgedrukt in de parcel size distribution. Zo is de distributie van de partijgrootte voor steenkool een geheel andere dan die voor graan, erts of suiker.
Voor vervoer in bulk over zee zijn enkele typische partijgroottes te geven. Voor steenkool ligt dit tussen 20.000 en 160.000 ton met een meerderheid bij 150.000 en 60.000 ton. IJzererts wordt weer vooral vervoerd in partijgroottes van 150.000 ton, terwijl dit bij graan vooral rond de 60.000 en 25.000 ton ligt. Bij suiker liggen de meeste partijgroottes rond de 25.000 ton.
Om het schaalvoordeel maximaal te benutten, zou een partij ook zo groot mogelijk moeten zijn. Dit heeft ertoe bijgedragen dat schepen met de grote economische groei na de Tweede Wereldoorlog een enorme schaalvergroting hebben doorgemaakt. Er zijn echter een aantal factoren die de partijgrootte beperken:
- het voorraadniveau;
- beschikbare waterdiepte;
- afnemend schaalvoordeel bij steeds grotere schepen.

Bij partijgroottes kleiner dan de scheepsruimte van een enkel schip of scheepsruim begint de overgang van bulk naar stukgoed. Hierbij worden verschillende partijen samen vervoerd, wat over het algemeen lijnvaart noodzakelijk maakt. Hierbij stijgen de transportkosten sterk. Met de komst van de container werd het mogelijk om kleinere partijen efficiënter te laden en lossen, waardoor stukgoed ook kon profiteren van de schaalvergroting die eerder in de bulkvaart had plaatsgevonden.